# Chrysalis (Plastik)

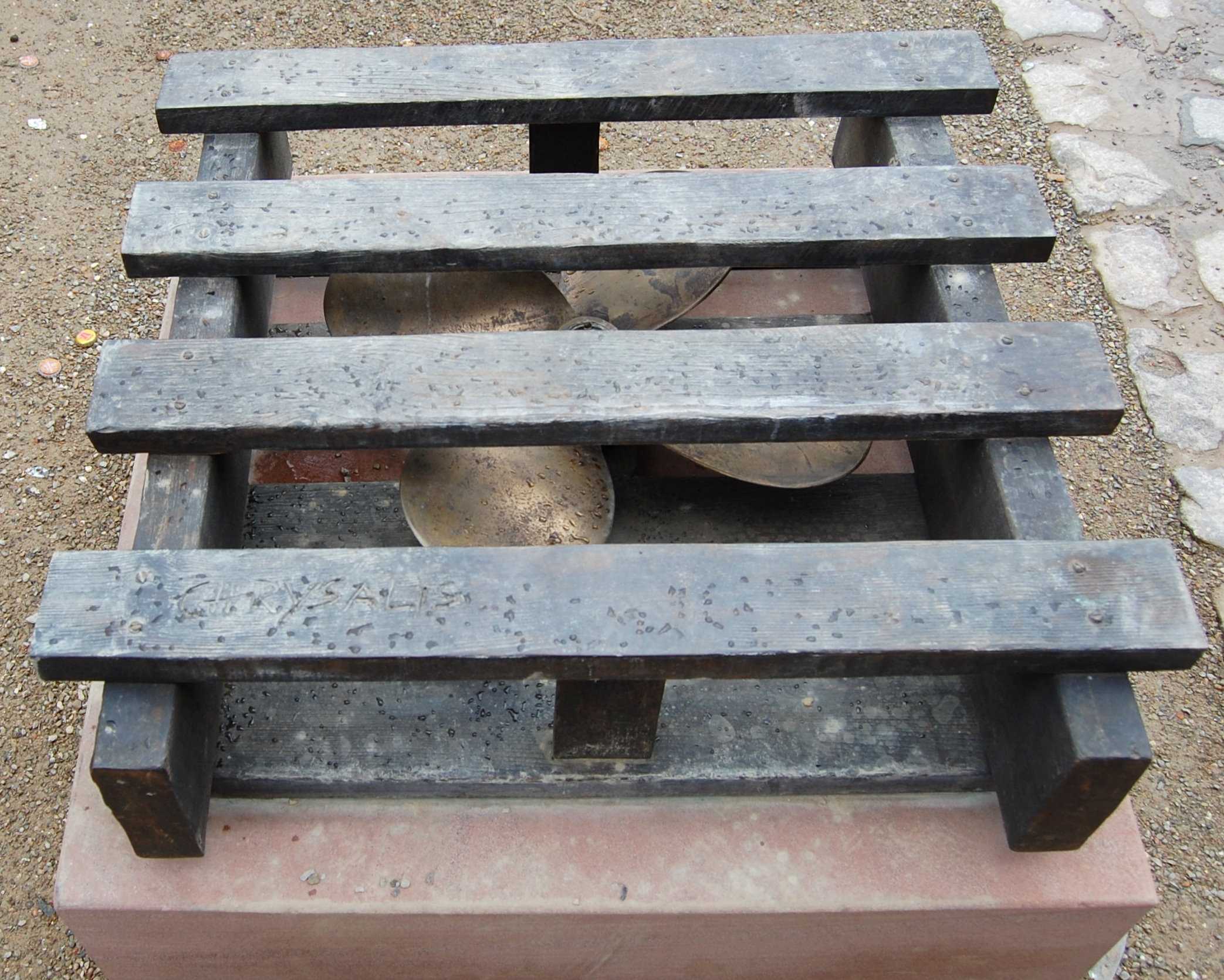
Chrysalis

Chrysalis ist eine Plastik im Skulpturenpark Magdeburg in der Magdeburger Altstadt.
Die Plastik Chrysalis wurde von Ian Hamilton Finlay 1996/2007 aus Bronze und Messing geschaffen. Mit lediglich 21,5 cm Höhe, 75 cm Breite und 74,4 cm Tiefe gehört sie zu den kleineren Objekten im Skulpturengarten. Die Skulptur zeigt eine bronzene Schiffsschraube, die in einem aus Messing gefertigten Behältnis liegt. Das Behältnis ähnelt einer Holzpalette. Eine der hölzern wirkenden Messingstreben trägt die Inschrift Chrysalis. Als Chrysalis wird der Zeitraum bezeichnet, in welchem sich die Metamorphose eines Insekts vollzieht, bzw. die Puppe, also das metamorphierende Insekt selbst. Im Kunstwerk ist somit die Schiffsschraube das sich in der Metamorphose befindende Objekt, wobei offen ist, welches Stadium die Schraube darstellt, ob sie also als Anfang oder Ende der Metamorphose zu sehen ist, und welche Entwicklung sich hier ergibt.
Das Werk wurde vom Künstler für die Ausstellung des Kunstmuseums Magdeburg Wasser, Ströme, Zeiten. DIE ELBE [in]between kurz vor seinem Tod vorgeschlagen. Das Werk geht auf das vom Künstler kreierte „Ein-Wort-Poem“ Crate (dt. „Kiste“) zurück. Der Künstler sah in der großen Artenvielfalt, die sich aus der mit ständiger Anpassung und Spezialisierung einhergehenden und Ästhetik und Funktionalität vereinenden Evolutionsgeschichte ergibt, ein Vorbild für die ethischen Ziele der Menschheit.